# 대구광역시교육감
대구광역시교육감은 대구광역시교육청을 지휘하고 관리·감독하는 차관급 정무직 공무원이다.

## 역대 교육감
| 선출방식    | 대수     | 이름           | 임기                               | 비고                                                                        |
| ----------- | -------- | -------------- | ---------------------------------- | --------------------------------------------------------------------------- |
| 관선        | 1대      | 우타관(禹他官) | 1953년 9월 17일 ~ 1955년 10월 15일 |                                                                             |
| 관선        | 2대      | 우타관(禹他官) | 1955년 10월 16일 ~ 1957년 5월 18일 | 재선                                                                        |
| 관선        | 3대      | 우타관(禹他官) | 1957년 5월 19일 ~ 1961년 3월 22일  | 3선                                                                         |
| 관선        | 4대      | 최군칠(崔君七) | 1961년 3월 23일 ~ 1961년 5월 12일  |                                                                             |
| 관선        | 5대      | 최군칠(崔君七) | 1961년 5월 13일 ~ 1962년 2월 20일  | 교육구청 폐지                                                               |
| 관선        | 6대      | 최군칠(崔君七) | 1964년 3월 24일 ~ 1964년 7월 4일   |                                                                             |
| 관선        | 7대      | 최상옥         | 1964년 7월 5일 ~ 1966년            |                                                                             |
| 관선        | 8대      | 정OO(鄭OO)     | 1966년 ~                           |                                                                             |
| 관선        | 9대      |                | ~ 1971년 1월 12일                  |                                                                             |
| 관선        | 10대     | 배순암(裴舜岩) | 1971년 1월 13일 ~                  |                                                                             |
| 관선        | 11대     | 김용대(金容大) | ~ 1981년 7월 15일                  |                                                                             |
| 관선        | 12대     | 김용대(金容大) | 1981년 7월 16일 ~ 1985년 7월 15일  | 재선                                                                        |
| 관선        | 13대     | 김종대         | 1985년 7월 16일 ~ 1989년 7월 15일  |                                                                             |
| 관선        | 14대     | 오동희         | 1989년 7월 16일 ~ 1993년 7월 15일  |                                                                             |
| 간선        | 15대     | 김연철         | 1993년 7월 16일 ~ 1997년 7월 15일  |                                                                             |
| 간선        | 16대     | 김연철         | 1997년 7월 16일 ~ 2001년 7월 15일  | 재선                                                                        |
| 간선        | 17대     | 신상철         | 2001년 7월 16일 ~ 2005년 7월 15일  |                                                                             |
| 간선        | 18대     | 신상철         | 2005년 7월 16일 ~ 2009년 7월 15일  | 재선                                                                        |
| 교육부 파견 | 권한대행 | 이걸우         | 2009년 7월 16일 ~ 2010년 6월 30일  | 직선제 교육감 임기 시작까지의 잔여기간이 1년 미만으로 선거를 실시하지 않음. |
| 직선        | 19대     | 우동기         | 2010년 7월 1일 ~ 2018년 6월 30일   | 재선                                                                        |
| 직선        | 21대     | 강은희         | 2018년 7월 1일 ~                   | 재선                                                                        |

## 같이 보기
- 대구광역시교육감 선거